# 辰巳村
辰巳村是中国湖北省天门市竟陵办事处的一个村，由11个村民小组组成，总人口在2000人左右。邻近天门市城区，原隶属于天门市陆羽办事处，2001年陆羽办事处撤销，辰已村划归天门市竟陵办事处。行政区划代码：429006001211 邮编：431700 固定电话区号：0728
　　 

## 村名来历
“辰巳”二字来源于十二地支： 子、丑、寅、卯、辰、巳、午、未、申、酉、戌、亥 里面的“辰”和“巳”。元末时期朱元璋带兵打仗经过这里，下令士兵在这里扎营休息，在辰时和已时4小时内士兵用土堆了一个很大的台子。后来这里就成为辰巳村，也称辰巳台。
　　 